# Бухбиндер, Симеон
Симеон (Шимон) Бухбиндер (пол. Szymon Buchbinder; 6 января 1853, Радин, Царство Польское — ок. 1908, Берлин, Германская империя) — польский художник еврейского происхождения.

## Биография
Симеон (Шимон) Бухбиндер родился 6 января 1853 года в городе Радин Радинского уезда Люблинской губернии (ныне г. Радзынь-Подляский, Люблинское воеводство, Польша).
Первые уроки живописи были даны ему старшим братом Иосифом. Затем учился рисовать портреты у С. Хеймана и пейзажи у А. Малиновского.
В 1869—1871 годах учился в варшавской художественной школе.
С 1871 года он работал декоратором в Венской придворной опере. В 1873—1878 годах учился в венской Академии изобразительных искусств.
В 1879—1882 годах учился в Кракове в Школе изящных искусств в студии Яна Матейко. В 1883 году стал стипендиатом и переехал в Мюнхен.
В 1897 году он переехал на постоянное жительство в Берлин, где и жил до своей смерти (около 1908 года). Некоторые источники датой смерти указывают 1924 год.

## Творчество
Симеон (Шимон) Бухбиндер — автор картин небольшого формата, на которых изображены портреты и исторические сцены.

### Выставки
Художник выставлялся относительно мало:
- В 1874—1883 годах несколько раз отдельные работы показывал на выставках Общества любителей изящных искусств (TPSP) в Кракове и Общества поощрения искусств (TZSP)[пол.] в Варшаве.
- В 1884—1888 годах в Берлине.
- В 1906 году в Grafton Galleries[англ.], Лондон, выставка Munich fine art exhibition[4]

### Галерея

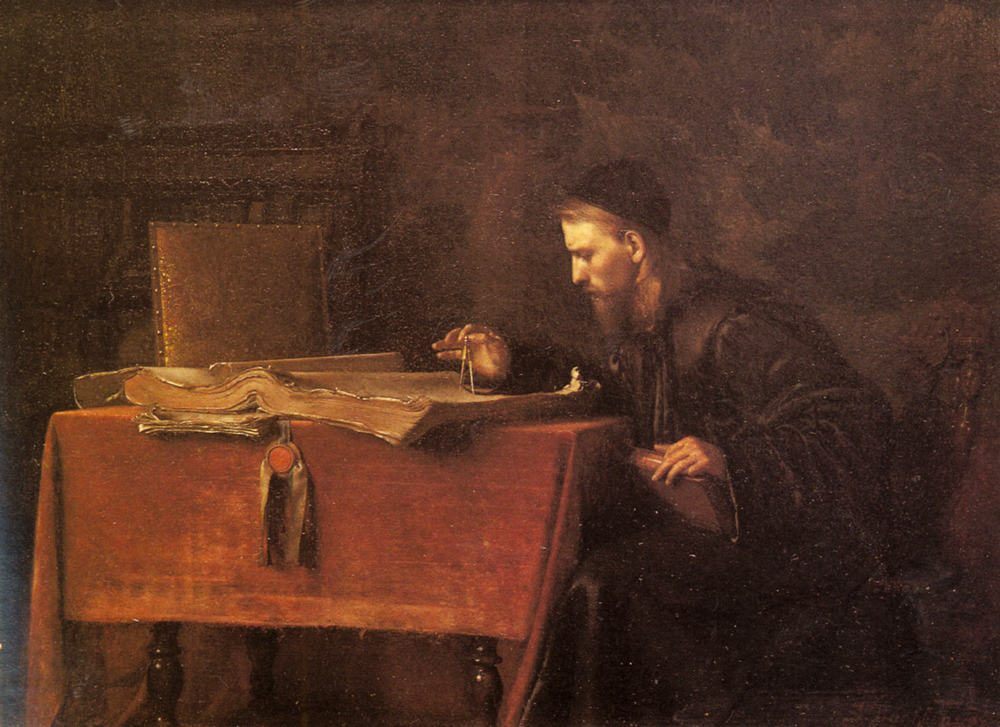
Астроном
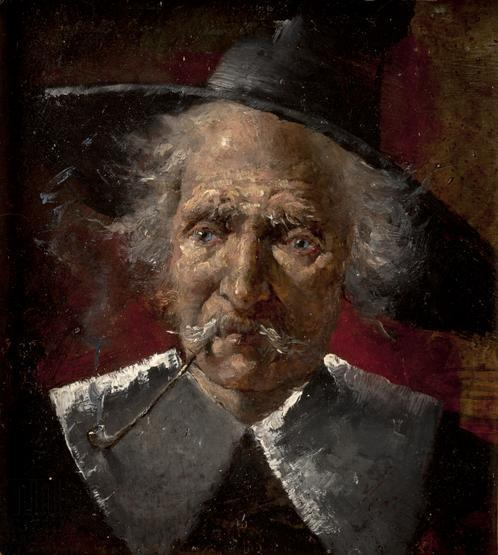
Голова старца
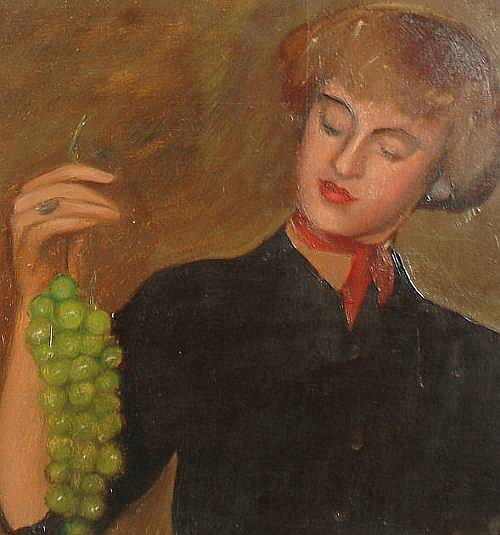
Женщина с виноградом
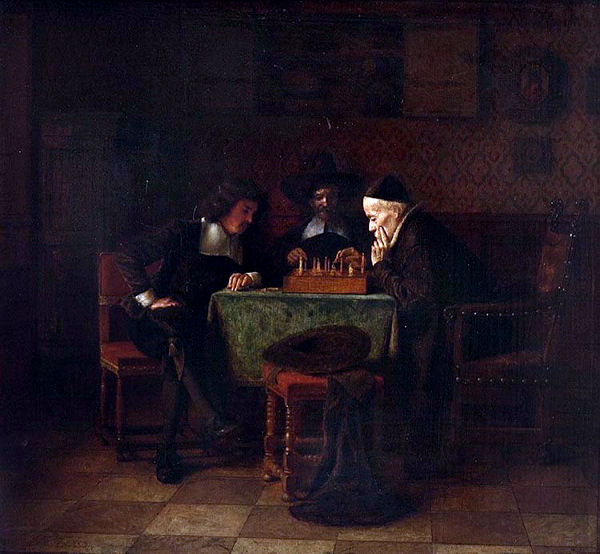
Игра в шахматы
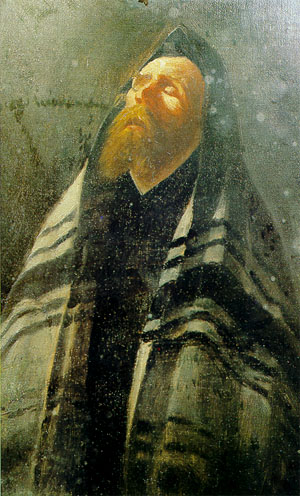
Молящийся раввин
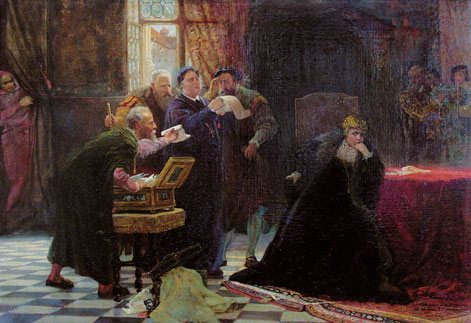
Отречение королевы Боны
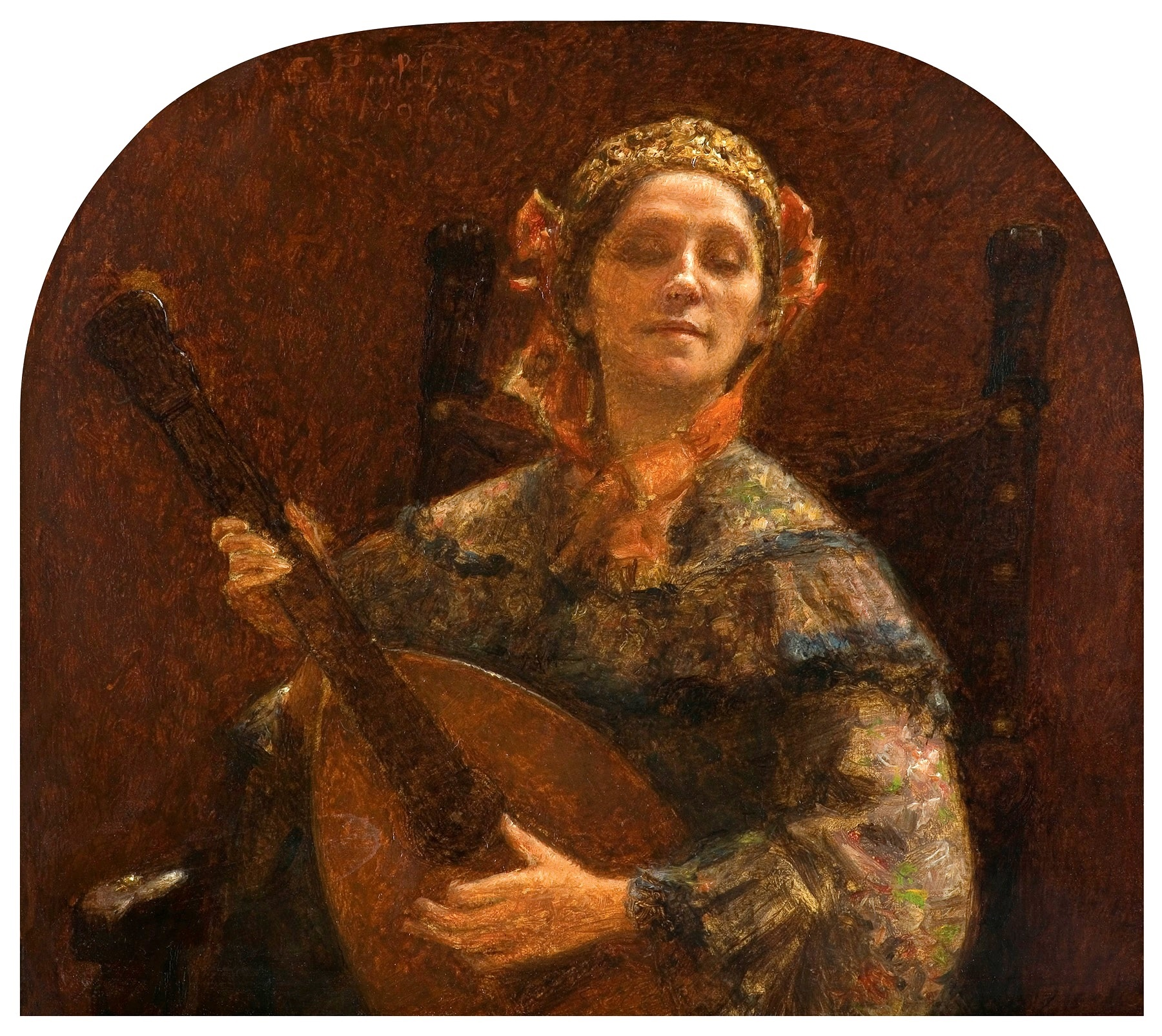
Портрет женщины, играющей на лютне
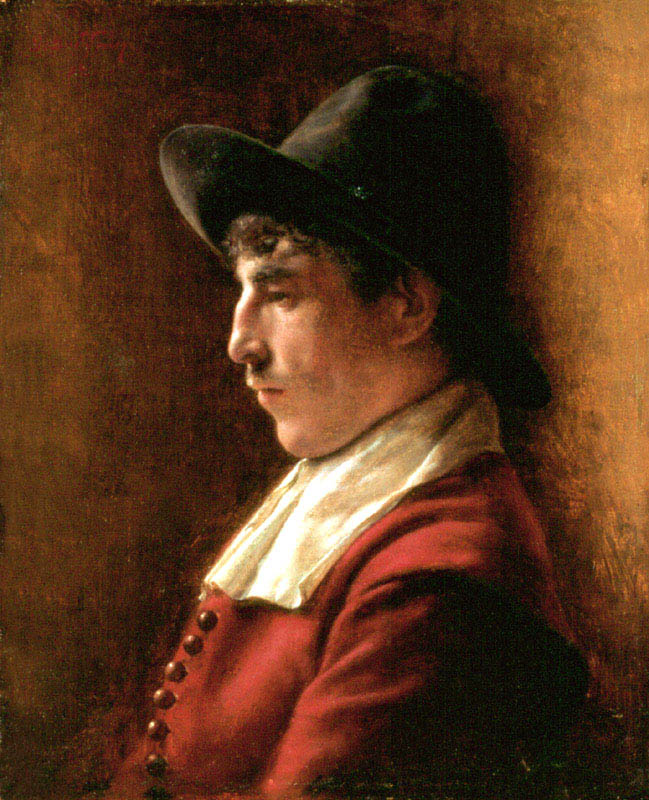
Портрет мужчины в шляпе
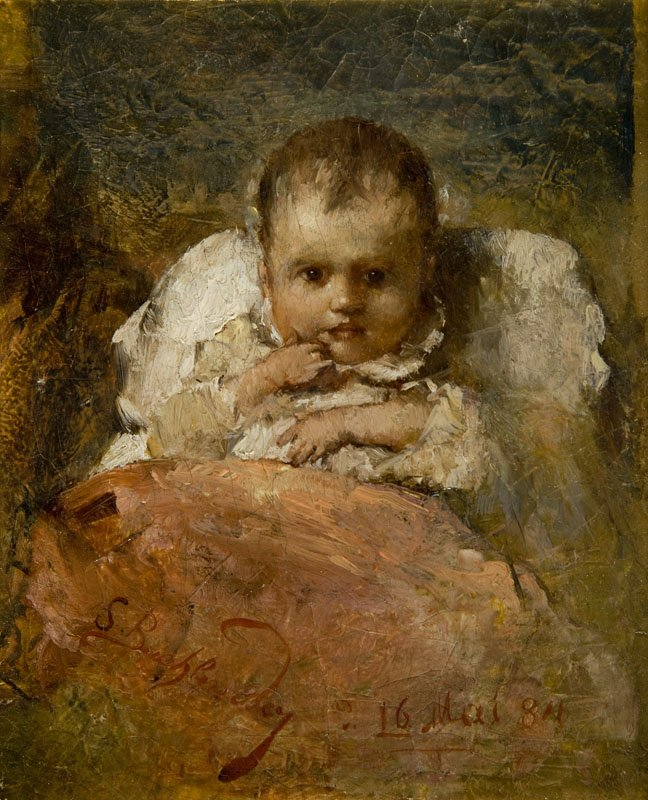
Портрет ребёнка в пелёнках